# سفارت بریتانیا در ریکیاویک
سفارت بریتانیا در ریکیاویک (به لاتین: Embassy of the United Kingdom) یک منطقهٔ مسکونی و نمایندگی سیاسی این کشور در ایسلند است که در ریکیاویک واقع شده‌است.